# Mistrzostwa Panarabskie w Lekkoatletyce 2017
20. Mistrzostwa Panarabskie w Lekkoatletyce – zawody lekkoatletyczne, które odbyły się w Radis w Tunezji między 15 a 18 lipca 2017. W zawodach uczestniczyło około 400 sportowców z 18 krajów.